# Église Saint-Martin de Montreuil-en-Touraine
Pour les articles homonymes, voir Église Saint-Martin.
L'église Saint-Martin est une église paroissiale catholique, dédiée à saint Martin, située dans la commune de Montreuil-en-Touraine dans le département français d'Indre-et-Loire en région Centre-Val de Loire.
Elle est entièrement reconstruite dans le dernier quart du XIXe siècle mais son clocher-porche est abattu en 2003 pour des raisons de sécurité. Elle renferme deux bas-reliefs du XVIe siècle classés monuments historiques.

## Localisation
L'église est construite dans le centre de Montreuil-en-Touraine en bordure de la RD 55 qui relie Reugny à Autrèche. Les maisons les plus anciennes du bourg se sont d'ailleurs édifiées autour de l'église et du château, tout proche.
L'édifice respecte une orientation courante pour les églises chrétiennes : extrémité de la nef à l'ouest-sud-ouest et chœur à l'est-nord-est.

## Histoire
Une église dédiée à saint Martin existe à Montreuil au XIXe siècle mais elle est délabrée et des projets de reconstruction d'un nouvel sont déposés en 1859. Cette ancienne église faisait partie de la baronnie de Vernou, dépendante de l’archevêché de Tours. Approuvés en 1869, les travaux sont différés en raison de la guerre franco-allemande de 1870. Le projet est relancé en 1873, et les subventions accordées par le préfet d'Indre-et-Loire en 1874 permettent, l'année suivante, une ouverture effective du chantier qui se termine en 1880. L'église de style XIIIe siècle est construite à l'emplacement de l'ancienne, et les travaux se terminent en 1880 durant le mandat du maire Jean-Baptiste Pineau. Comme la précédente, elle est baptisée « église Saint-Martin » en l'honneur de saint Martin de Tours, légionnaire romain devenu ermite puis évêque de Tours au IVe siècle ; elle est l'un des 3 700 édifices religieux dédiés en France à saint Martin.
Bien que toujours ouverte au culte, l'église n'accueille plus que quelques offices, ainsi que les baptêmes, les mariages et les enterrements.

## Description

### Extérieur
L'église comporte une nef à quatre travées et un chœur composé d'une abside à cinq pans. Deux chapelles basses, au niveau de la travée de la nef jouxtant le chœur, font office de transept. La chapelle nord s'ouvre à l'extérieur par une porte en ogive surmontée d'un oculus. L'ancien clocher-porche, de section carrée, construit au-dessus de la travée ouest de la nef, comportait une flèche couverte d'ardoises et renfermait une cloche datant de 1839. Largement fragilisé, il est démonté en 2003, la commune n'ayant pas pu entreprendre de travaux de réfection ; à cette occasion, toute la façade est remaniée. La cloche a été conservée.
Les trois travées les plus occidentales de la nef sont éclairées par des baies en ogive et sont séparées les unes des autres par des contreforts plaqués. Deux autres contreforts soulignent les angles entre façade et murs gouttereaux. Un oculus quadrilobé prend place au-dessus du portail.
Le 26 juin 2016, une plaque a été apposée au niveau d'un pied-droit du portail ouest à l'occasion du 1700e anniversaire de la naissance de Saint-Martin de Tours. La commune de Montreuil se situe sur le chemin de Trèves (itinéraire de 138 kilomètres de Vendôme à Tours lié à la vie de saint Martin) et l'église est l'une des étapes proposées aux pèlerins,.

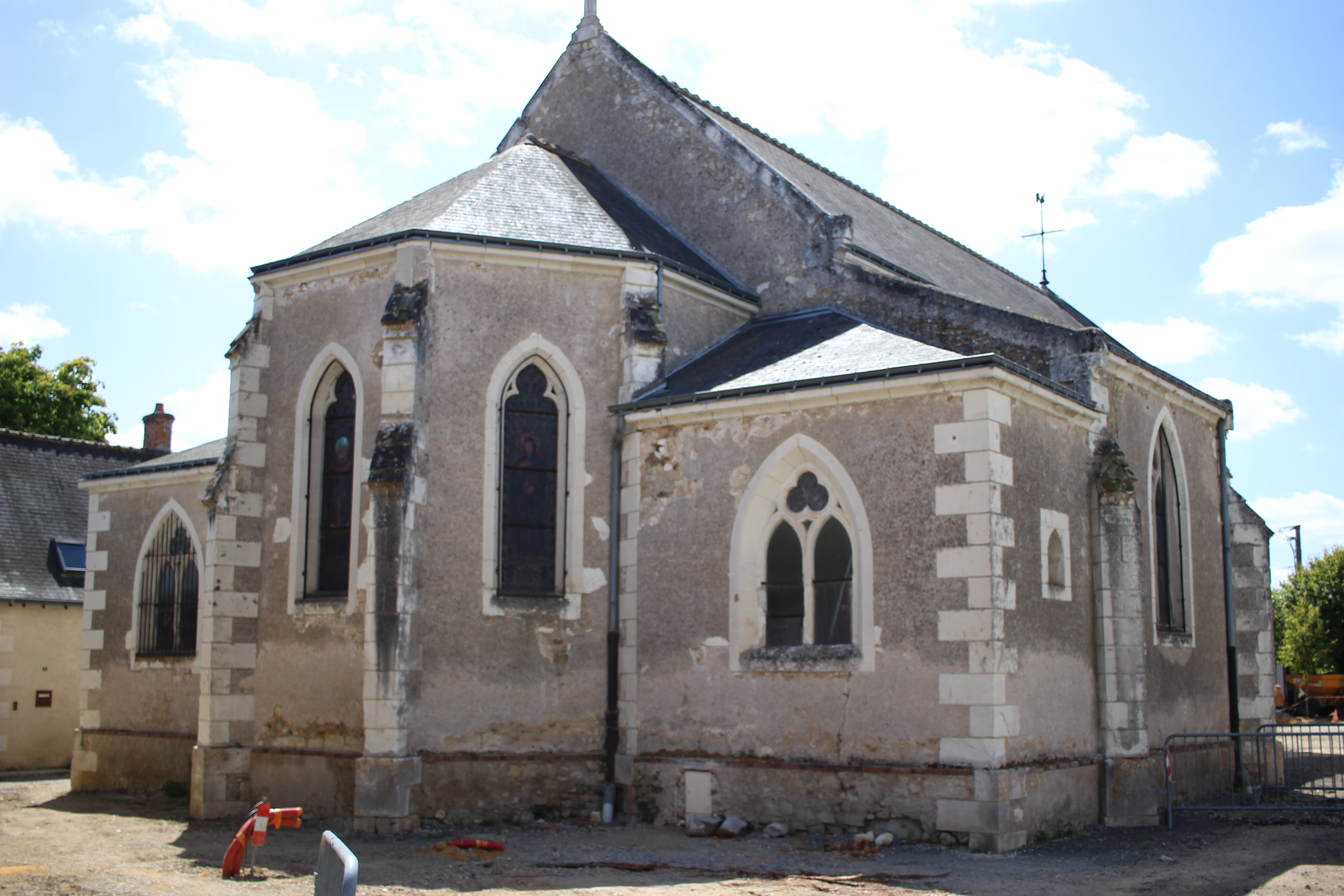
Chœur.
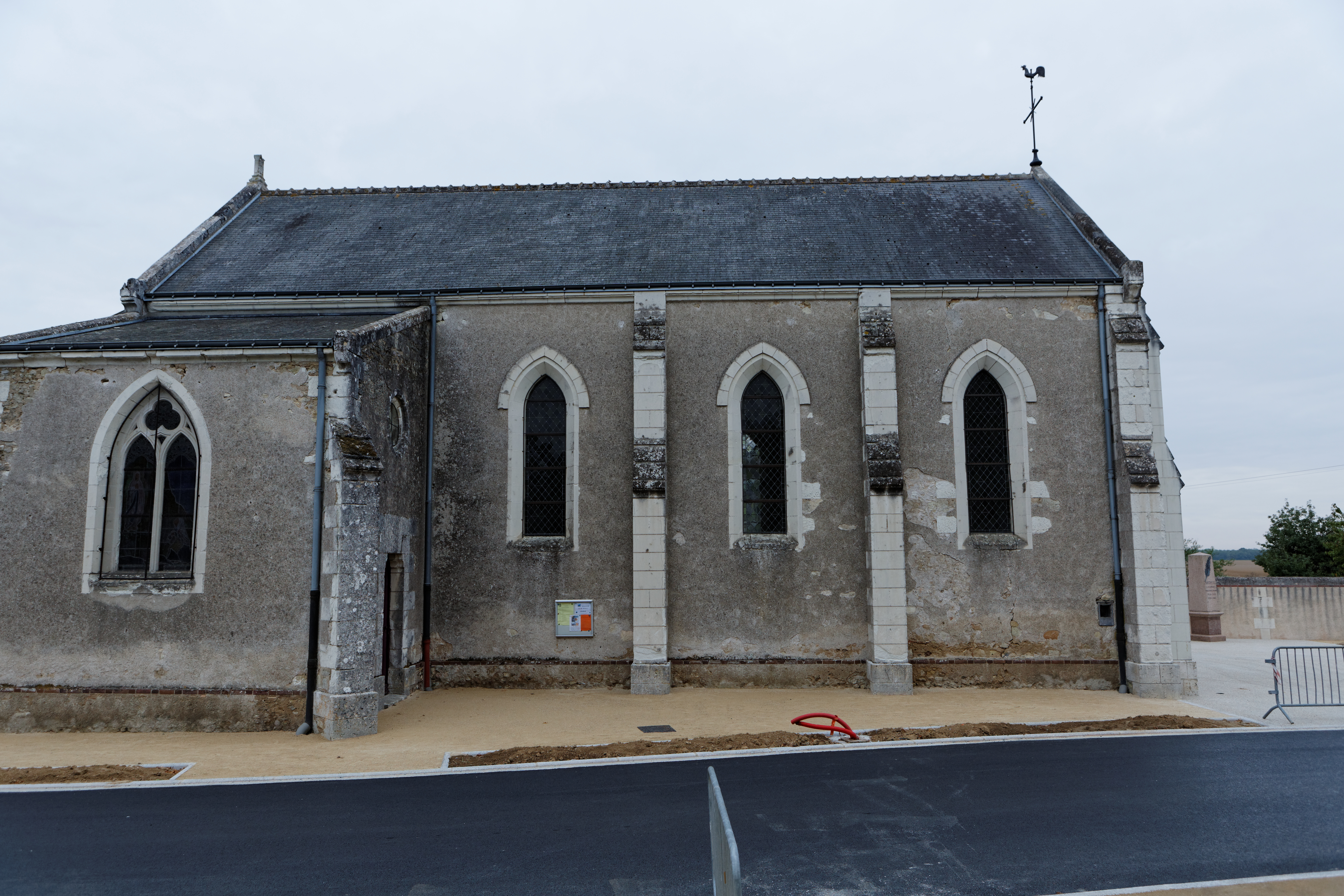
Nef, côté nord.
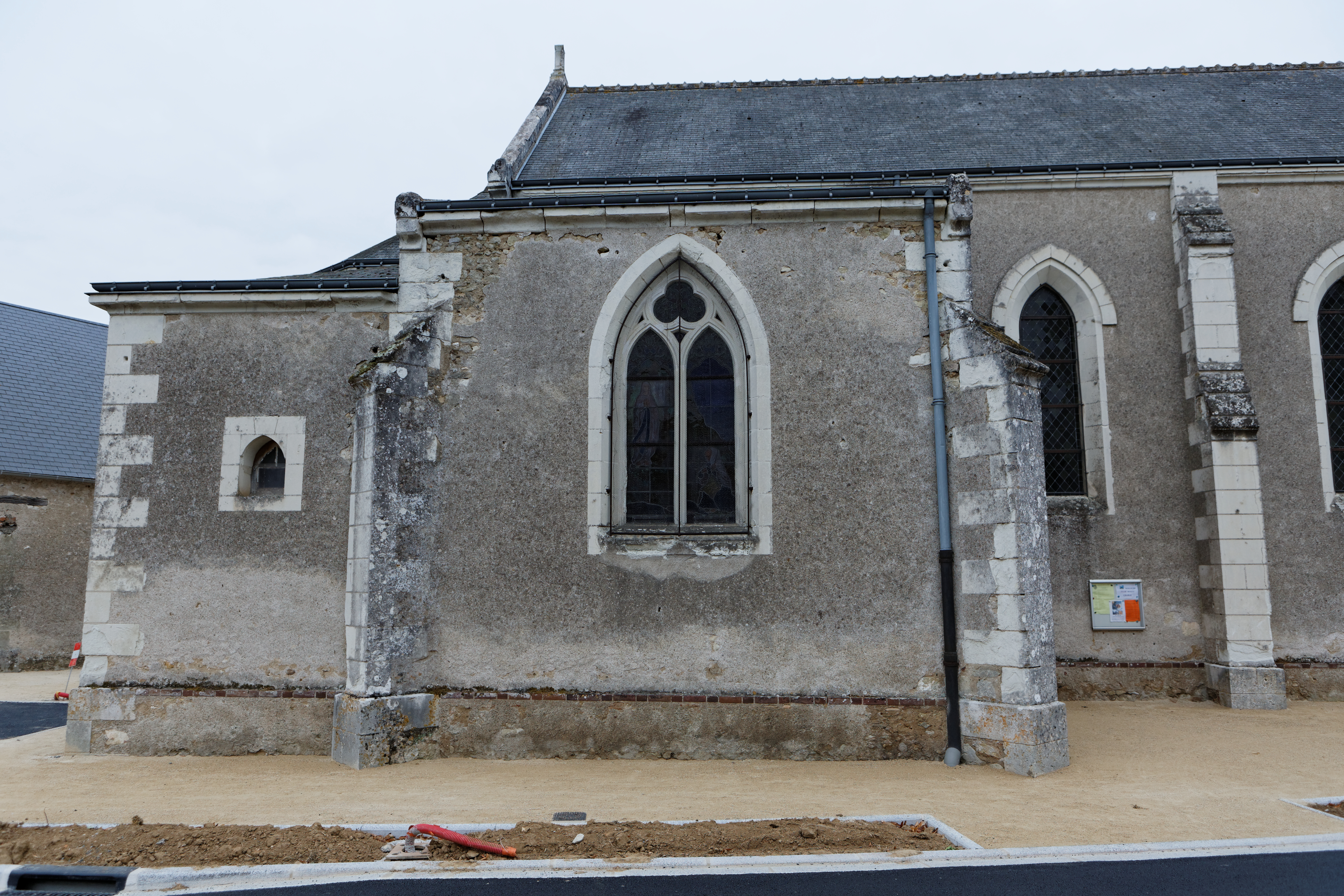
Chapelle nord.
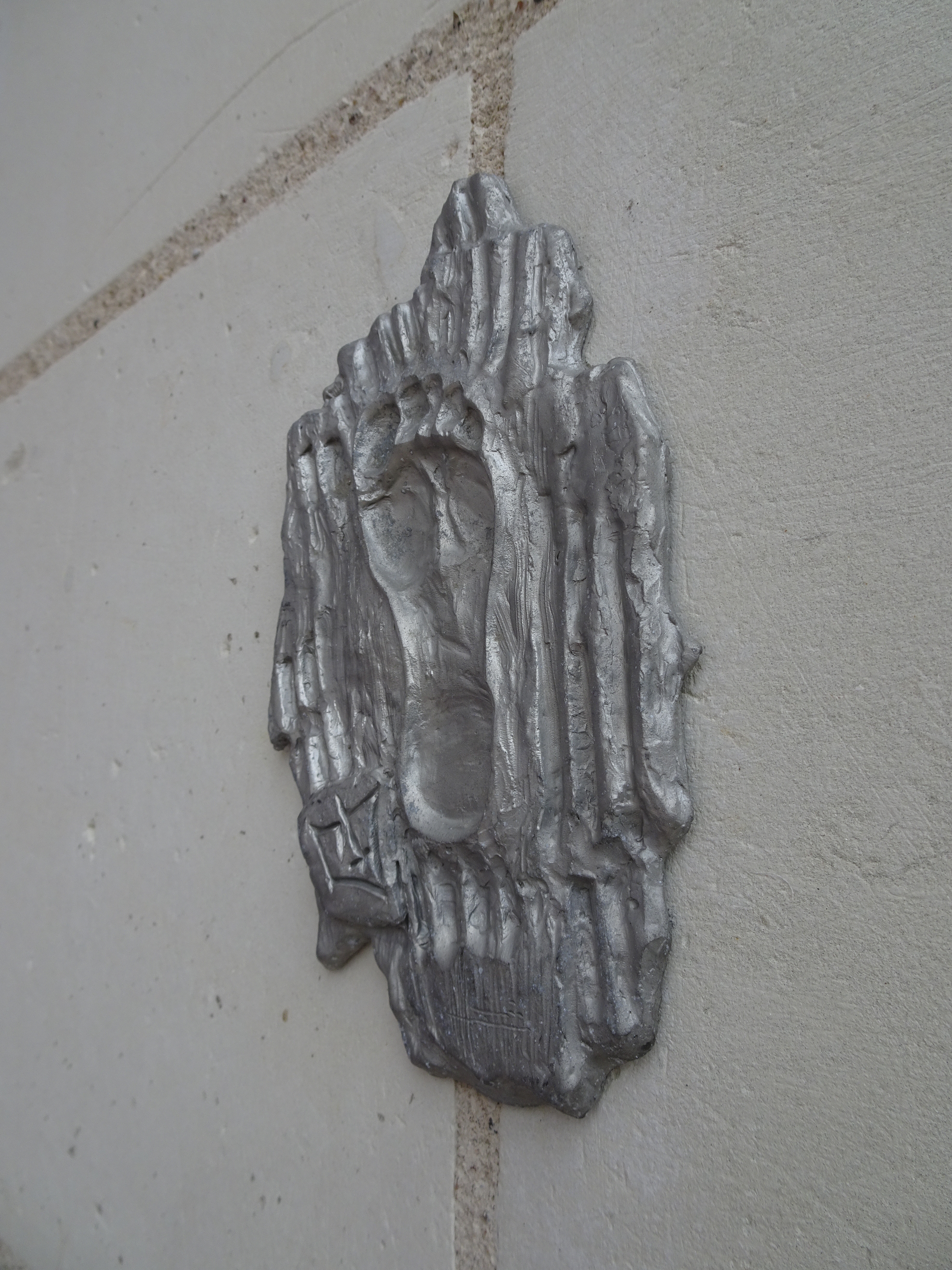
Plaque du chemin de Trèves.

### Intérieur

#### Vitraux
Cinq vitraux représentent des personnages, dont sainte Françoise, saint Joseph et saint Martin ; ils sont réalisées par Julien Fournier de Tours entre 1891 et 1892.

#### Bas-relief
L'église renferme deux bas-reliefs datant du début du XVIe siècle, classés monuments historiques le 12 mars 1907. Primitivement rattachés à un monument funéraire, ils faisaient partie de l'autel de l'ancienne église.
Le premier bas-relief représente des armoiries : « deux écussons accolés, entourés de gracieux rinceaux de la Renaissance, le tout encadré d'une cordelière ». On retrouve les armoiries de Gabriel-Olivier Baraton à gauche et de sa femme Renée d'Anjou-Mézières à droite. Bien que cette pièce ait été confectionnée au cours du XVIe siècle, les armes et blasonnements qui le composent ont très probablement été constitués vers la fin du XVe siècle, en 1476, lors de l'union conjugale de François Baranton, officier royal alors Grand Échanson de France, avec la fille de Charles de Sainte-Maure seigneur de Montgoger (ou Mongoger), Antoinette de Sainte-Maure. De manière détaillée, selon l'étude réalisée par Gérard Troupeau, la partie gauche du bas-relief laisse apparaître 1 et 4 Barantons d'or associés à 7 croisettes dites « ancrées de sable » ; tandis que le côté droit du panneau sculpté, celui qui est dévolu aux armoiries de la maison de Montgoger, est muni de 8 partitions, chacune d'entre elles se présentant sous la forme d'un écu. Chacun de ces écus désigne l'un des 8 aïeuls de Charles de Sainte-Maure. 
Le second bas-relief représente des décors de style Renaissance « deux dauphins affrontés, dont le corps se termine par des rinceaux et des feuillages ».

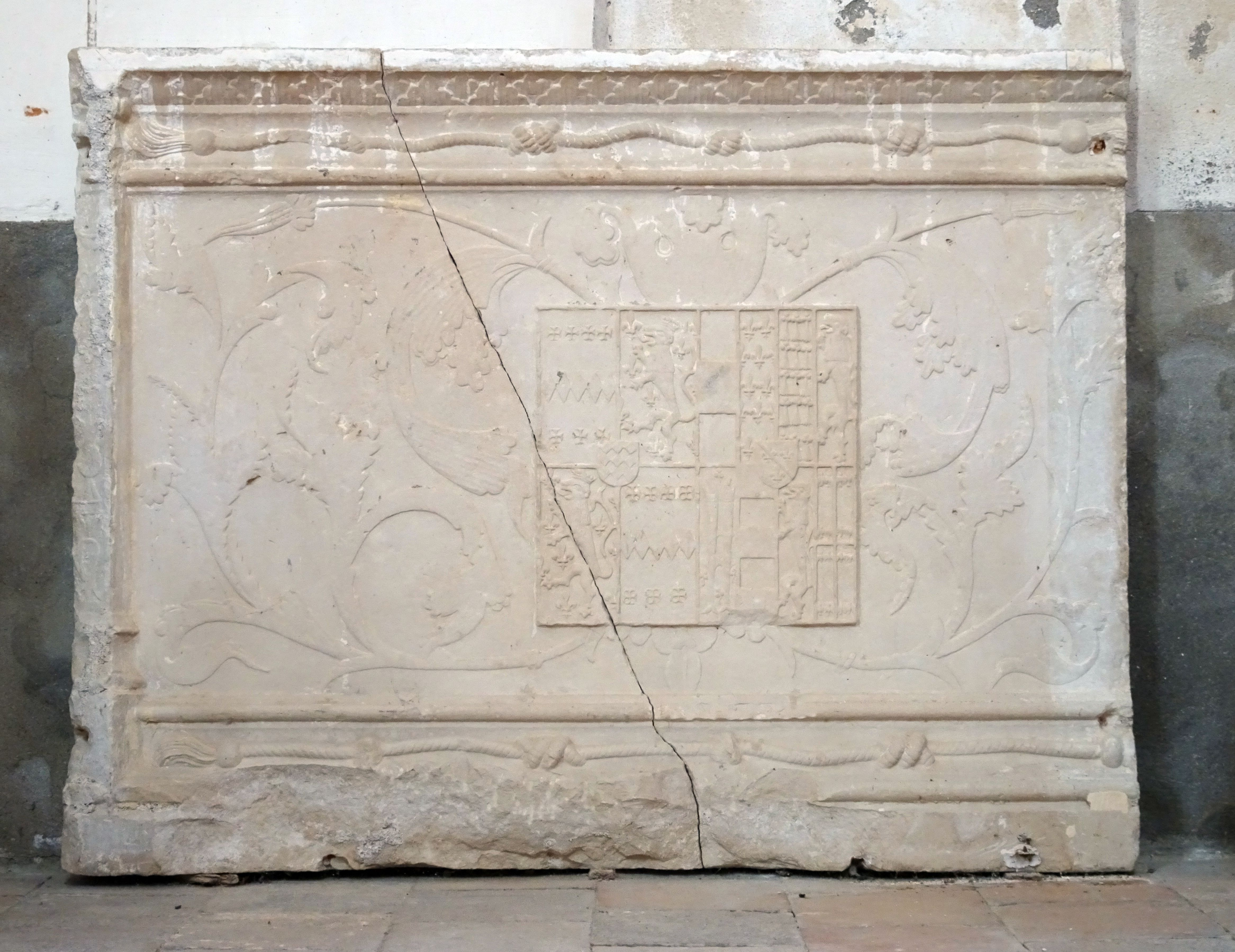
Bas-relief représentant des armoiries (XVIe siècle).
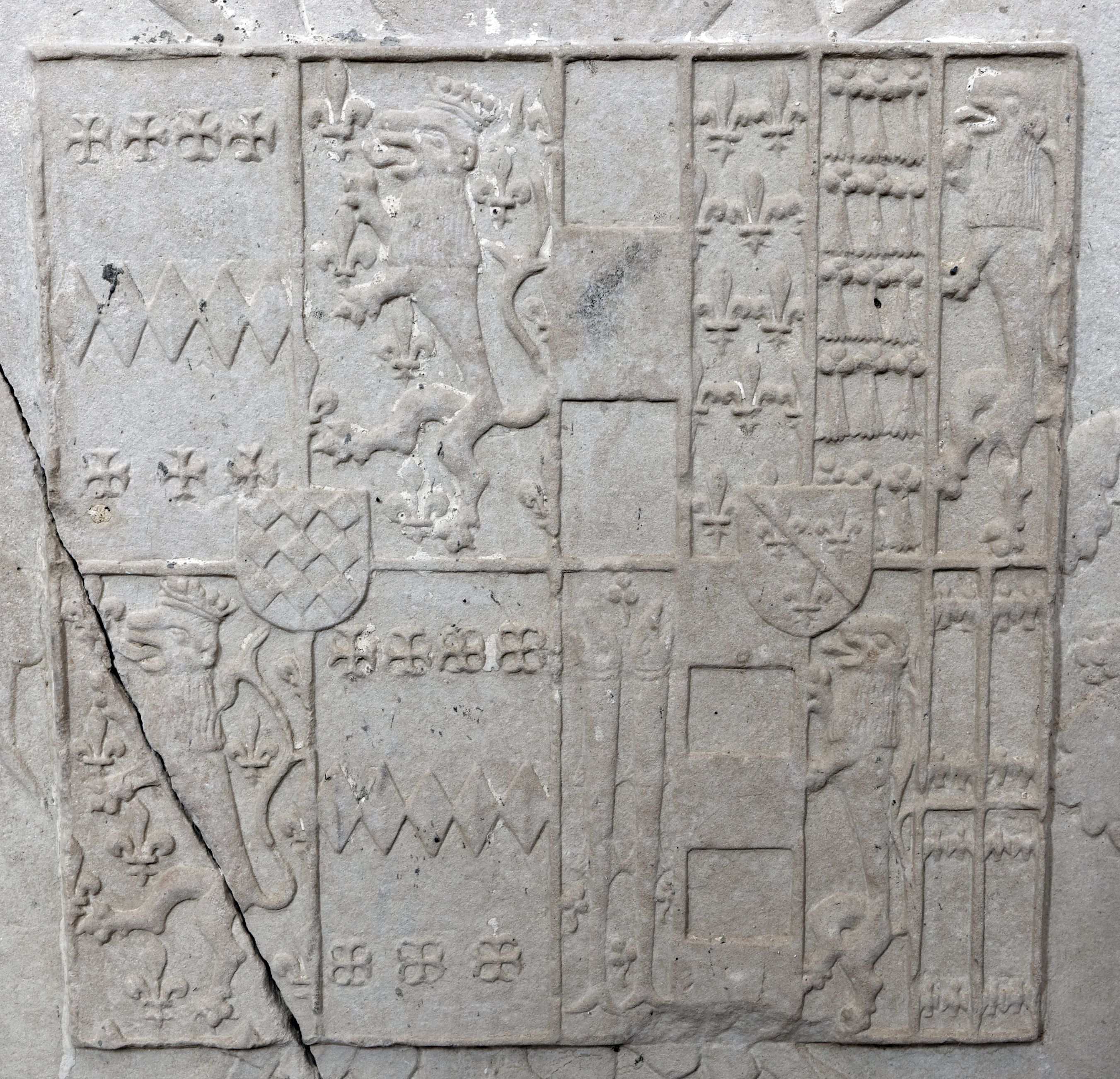
Détail des armoiries.
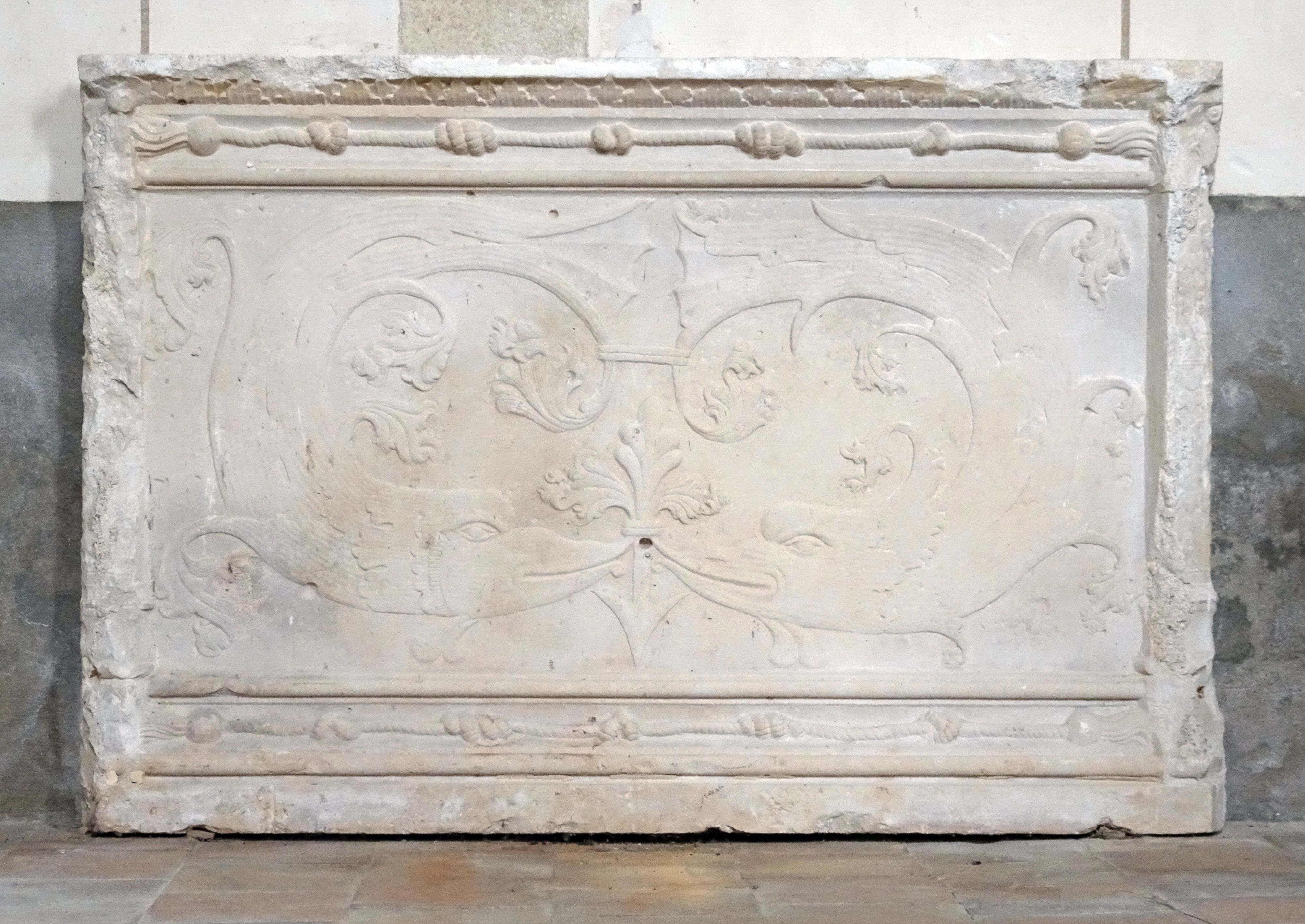
Bas-relief représentant des décors (XVIe siècle).
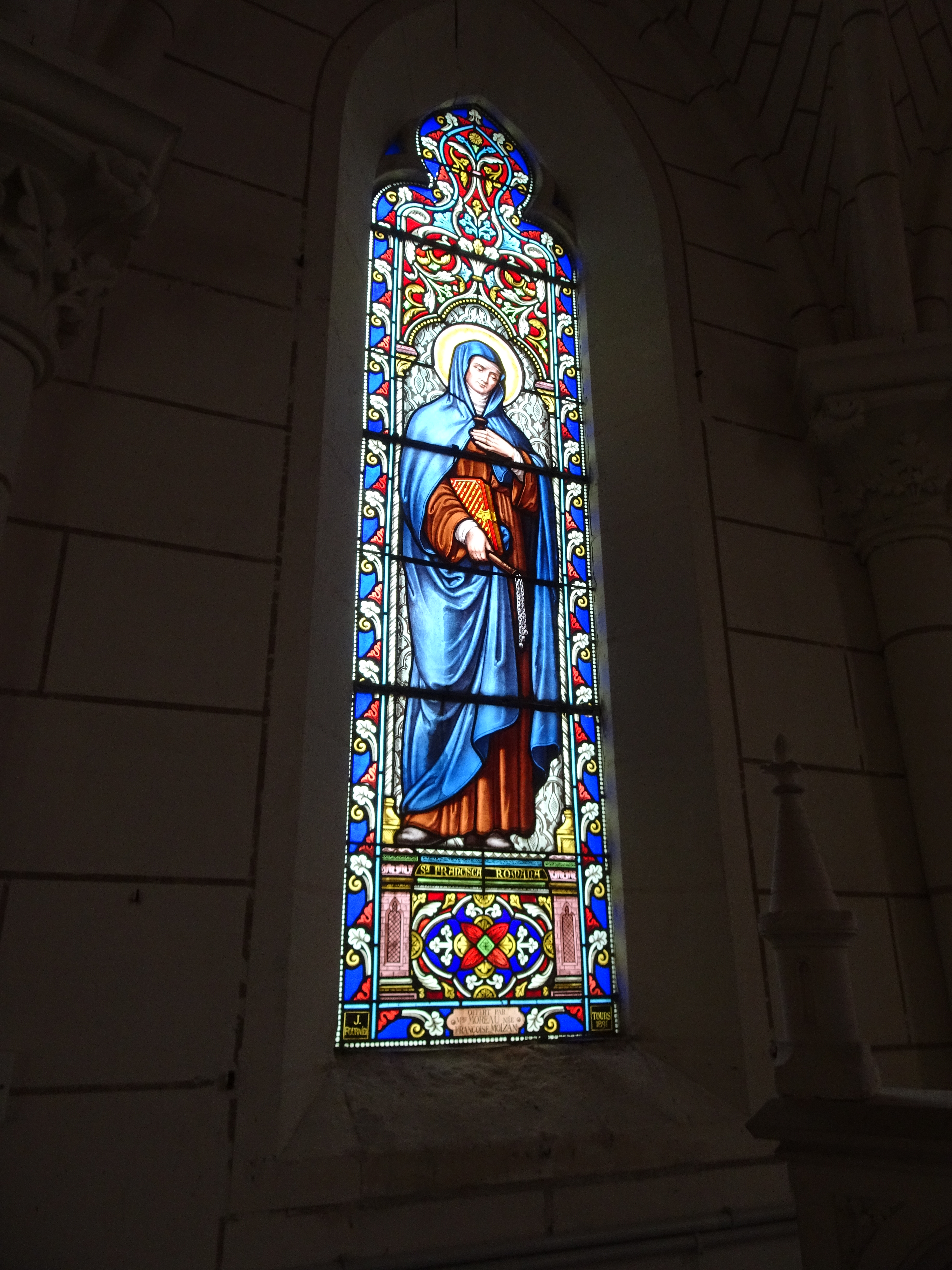
Vitrail dédié à sainte Françoise.
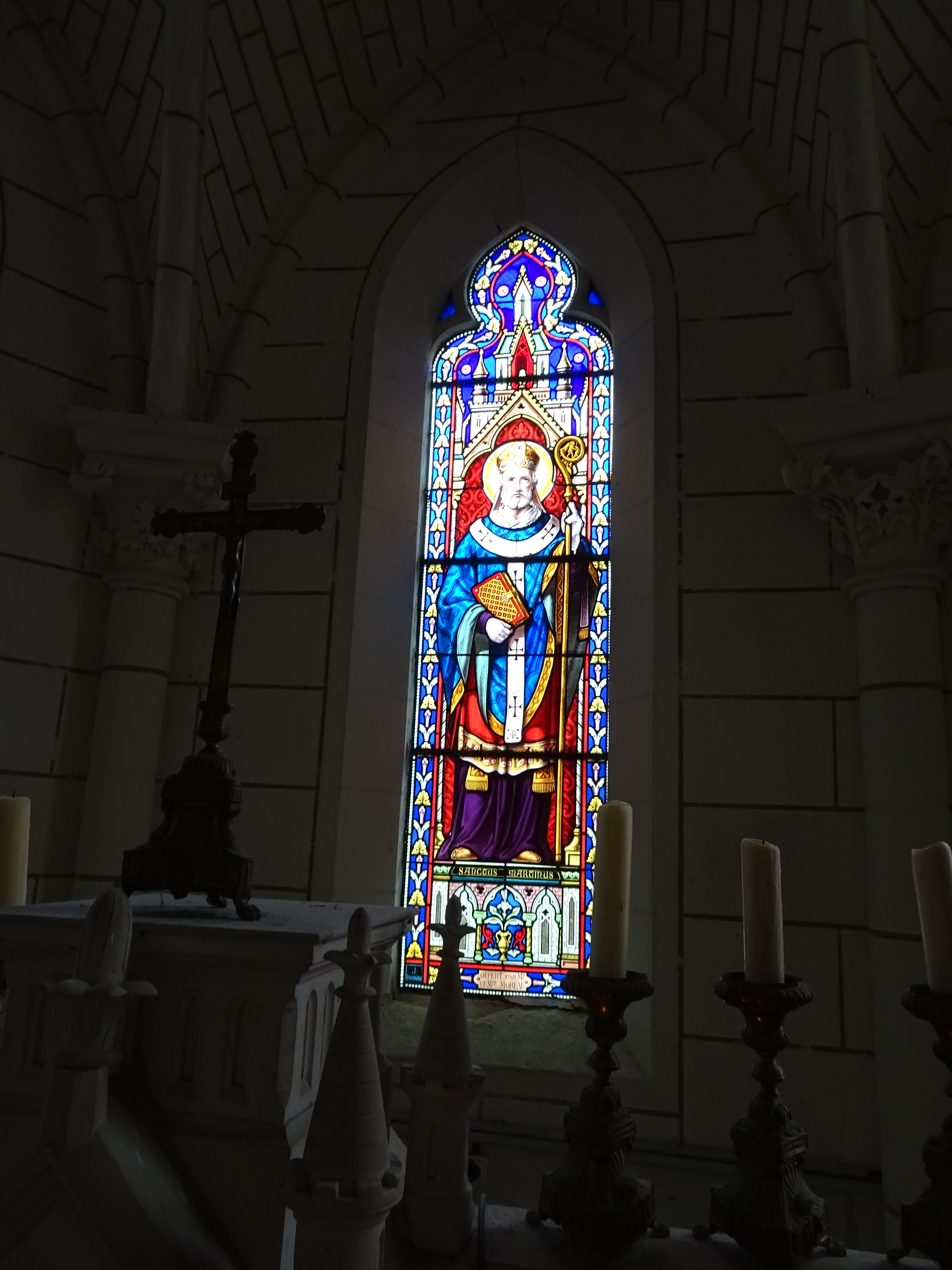
Vitrail représentant saint Martin.
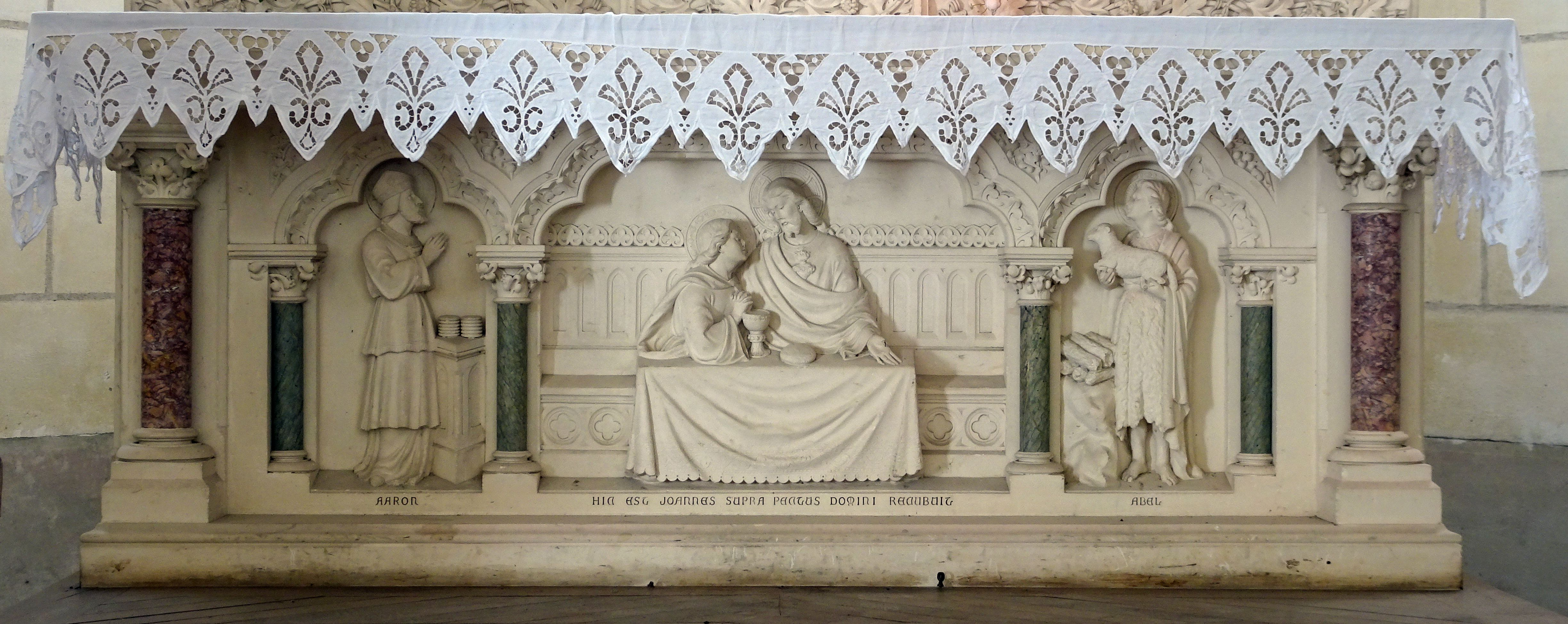
Autel.
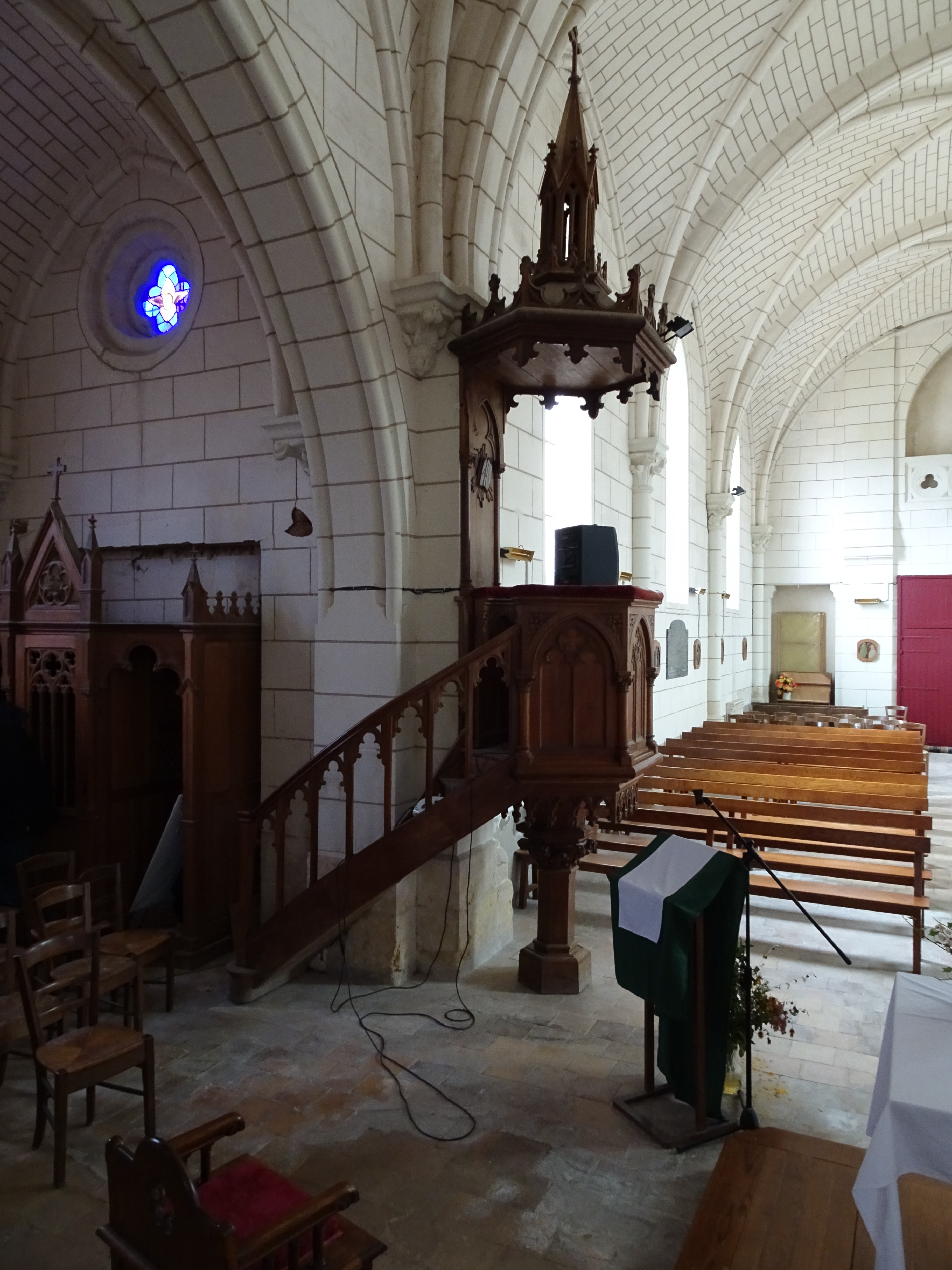
Chaire.